# Vanilla Air
Vanilla Air, en japonais : バニラ・エア株式会社, était une compagnie aérienne à bas prix japonaise détenue par All Nippon Airways. Son siège était à l'aéroport international de Narita.
La compagnie cesse son activité en octobre 2019 et est absorbée par Peach Aviation.

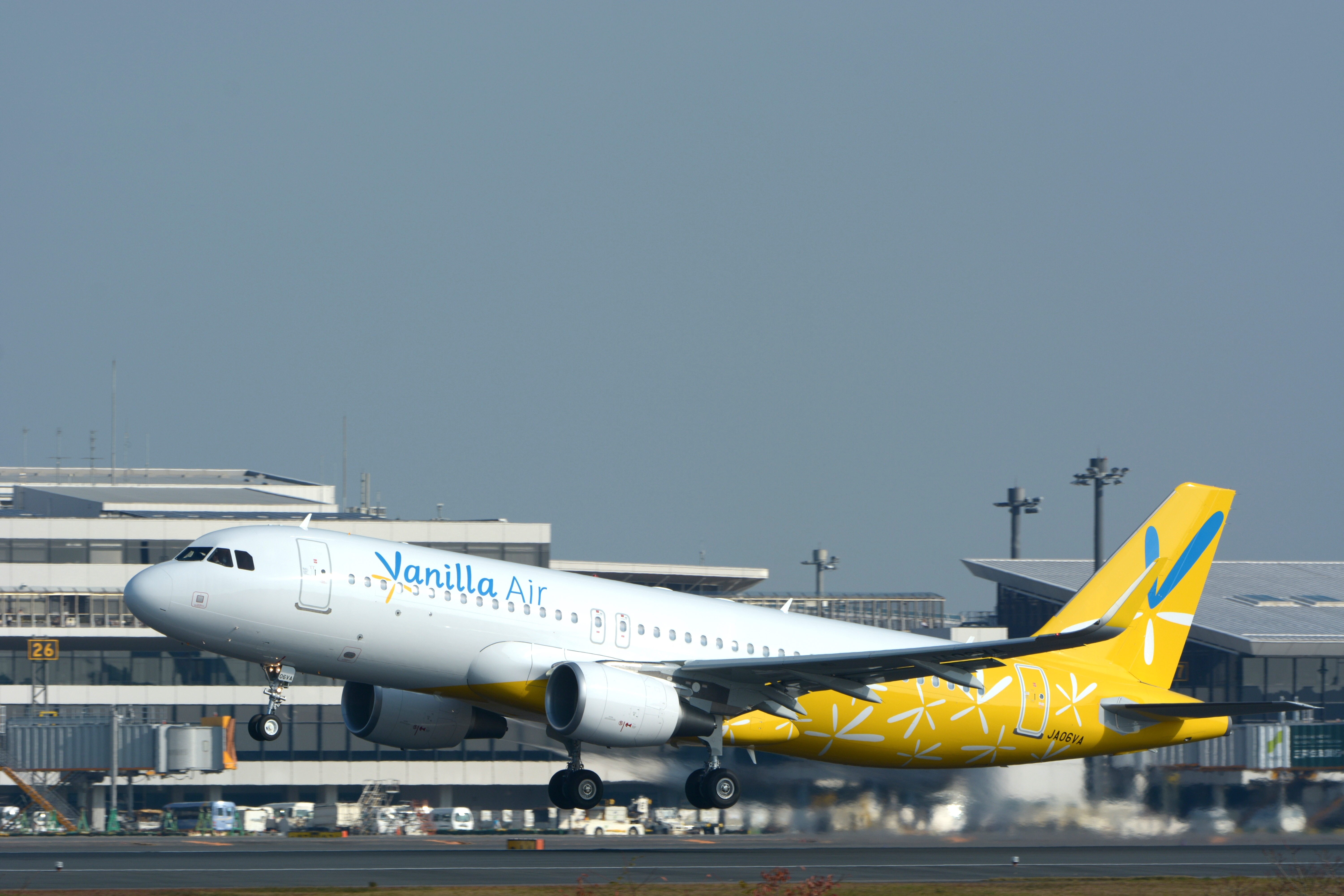